# Островной
Островной (на руски: Островной; до 1920 г. – Йокангски погост, до 1938 г. – Йоканга, до 1981 г. – Гремиха) е затворен град в Русия, административен център на градски окръг Островной, Мурманска област. Тук е разположена военноморска база Гремиха на Северния флот. Населението на града към 2017 г. е 1876 души.

## История
За официална дата на основаване на селището се счита 17 септември 1611 г., когато се споменава за пръв път. Тогава е едно от 17-те саамски селища на Колския полуостров.
Строителството на първата военноморска база тук започва през 1915 г., по времето на Първата световна война (прекъснато през 1917 г.). Главният морски щаб счита, че оттук може да се упражнява контрол над Бяло море и източната част на Баренцово море. В периода 1918 – 1920 г. е под контрола на Бялата гвардия, а недостроената база служи като концентрационен лагер.
През 1920 г. Йокангски погост е преименуван на село Йоканга, а през 1930 г. става административен център на тогавашния Саамски район, подчинен на Ленинградска и Мурманска области. По това време селото има статут на национално саамско село. През 1938 г. селото е преименувано на Гремиха. На 22 юни 1941 г. е открита военноморска база Гремиха.
През 1981 г. село Гремиха е преобразувано на закрит град Островной. Самият град Островной е построен на 3 km от Гремиха, като за него се използва и обозначението Мурманск-140.
Към днешно време Гремиха е едно от местата за съхранение на изразходено ядрено гориво от атомните подводници на Северния флот и единственото място, където е възможно презареждането на реактори с течнометален топлоносител. Към 2008 г. базата се използва основно за съхраняване на излезли от експлоатация подводници.

## Население
| 1939 | 1959 | 1970 | 1979 | 1996   | 2000   | 2003 |
| ---- | ---- | ---- | ---- | ------ | ------ | ---- |
| 632  | 3342 | 6956 | 9338 | 14 000 | 10 300 | 5000 |
| 2006 | 2009 | 2012 | 2014 | 2016   | 2017   |      |
| 4500 | 4090 | 2075 | 2038 | 1960   | 1876   |      |

## Транспорт
До града не стига автомобилен път или железница. През 1951 – 1953 г. е направен неуспешен опит той да бъде свързан с железница. Градът е достъпен единствено с кораб или вертолет.